# مارين بوير
مارين كليمنس بوير (بالفرنسية: Marine Clemence Boyer)‏ هي لاعبة جمباز فني فرنسية ولدت في يوم 22 مايو 2000 في ريونيون. أبرز إنجازاتها هو فوزها بالميدالية الفضية مرتين في بطولة أوروبا للجمباز في سنتي 2016 و2018 وفازت بميداليتين برونزيتين بنفس البطولتين.